# Tadi
Pour l’article homonyme, voir Tadi (République démocratique du Congo).
Tadi est un prénom masculin.

## Sens et origine du prénom
- Prénom masculin d'origine nord-amérindienne.
- Prénom qui signifie « vent ». Le mot vient d'une des langues dhegiha, plus précisément de l'omaha-ponca, langue dans laquelle « vent » se dit ttáde [ˈtːade].

## Prénom de personnes célèbres et fréquence
- Prénom peu usité aux États-Unis[1].
- Prénom qui n'a semble-t-il jamais été donné en France[2].